# プロビット
プロビット（英: probit）とは、統計処理に用いられる関数で、正規分布の累積分布関数の逆関数（分位関数）である。Probitは"probability unit"（確率単位）の略。定義域は(0,1)、値域は全実数である。
特に、標準正規分布 N(0, 1) に対するプロビット関数を普通 Φ-1(z) と書いて用いる。Φ-1(z) は連続単調増加関数であり、Φ-1(0)=−∞、Φ-1(0.5)=0、Φ-1(1)=+∞となる。ただし定義域の大部分で正の値にするため、便宜上これに5を足してプロビット値とすることも多い（この場合には Φ-1(0.5)=5）。比率データ（普通はパーセント表示する）を確率の形（0から1まで）に直し、Φ-1(z) に当てはめてプロビット値を得ることをプロビット変換という。これは標準正規分布のパーセント点を求めるのと同じである。
プロビットは1934年、ブリス（Chester Ittner Bliss、1899-1979）により提案された。彼は例えば殺虫剤による虫の死亡率データをプロビット変換し、投与量の対数に対してプロットすると、典型的な場合には直線関係になることを示した。これは動物個体毎の致死量が対数投与量に対して正規分布するというモデルで説明できる。この方法によるデータ解析は薬学や毒物学（半数致死用量の算出）で特によく用いられ、また他の分野にも応用される。